# Операција Ливено олово
Операција Ливено олово је назив војне акције Израела против Хамаса у појасу Газе који је избио последњих дана 2008. године. Операција је одговор Израела на ракетне и минобацачке нападе из појаса Газе на Израел. Израел је покренуо серију ваздушних удара против Палестинаца, а убрзо је отпочео и са копненом офанзивом. У сукобима је погинуло око 800 особа, а рањено око 3.100. Израел је операцију планирао преко 6 месеци.
Шестомесечно примирје између Хамаса и Израела се окончало 19. децембра. Хамас је појачао ракетне нападе на Израел из Газе, што је био и одговор на наставак израелске блокаде појаса Газе.
Израелска војска је 3. јануара 2009. започела копнену операцију против Хамаса.

## Ток борби

### 27. децембар 2008.
Ваздушни напади израелског ваздухопловства почели су 27. децембра у 11:30 сати. Према извештајима, око 60 борбених авиона и хеликоптера учествовало је у војној операцији, и избацило око 100 тона бомби на Газу. Напади су били првенствено на складишта оружја, логоре за тренирање и обуку војника и градњу ракета. У нападима је погинуло најмање 228 и рањено око 780 људи. Хамас је на то одговорио лансирањем касам ракета на југ Израела.
Због ваздушних напада, стотине Палестинаца је пробило граничну ограду са Египтом, што је узроковало да је преко 300 египатских припадника безбедносних снага пуцало на избеглице како би их вратило назад у Газу. Израелски премијер Ехуд Олмерт позвао је израелску јавност на спремност за дугу битку и упорност.

### 28. децембар 2008.
Израел је наставио са ваздушним нападима и други дан сукоба. Према извештајима, уништено је 40 подземних тунела за кријумчарење оружја из Египта у Газу. Напади у недељу усмерили су се и на телевизијску кућу ел Акса ТВ и уништили зграду за одашиљање сигнала. Међутим, емитовање је настављено са непознате локације.
Истовремено, израелска војска је почела са гомилањем копнених трупа уз границу са Газом. Позвано је око 6.500 резервиста за могући копнени напад. Вођа Хамаса у егзилу Халед Мешал позвао је Палестинце на нову интифаду.

### 29. децембар 2008.
При бомбардовању исламског универзитета у Гази су вероватно погинули Зиад Абу-Тир, члан Исламског џихада и још 14 особа, док је Хамас избацио 60 касам ракета на територију Израела у јутарњим сатима, при чему је једна особа погинула у грађевинском месту у Ашкелону, док је једна ракета пала на празну кућу у Сдероту. Неколико израелаца је претрпело стање шока. Израел је оправдавао бомбардовање универзитета тиме да се радионица за бомбе налазила у његовом склопу.
Ципи Ливни, изралеска министарка спољашњих послова, изјавила је да Израел гађа само Хамас који сноси одговорност за смрт цивила јер се скрива међу обичним становништвом. Додала је да Израел не планира поновно да окупира Газу.

### 30. децембар 2008.
Ваздушни напади су настављени. Ехуд Олмерт је одбио предлог Француске да на снагу ступи 48-сатно примирје. Израелско ратно ваздухопловство наставило је у уторак нападе на подручје Газе под контролом Хамаса, уништивши комплекс владиних зграда, штабове безбедносних служби и дом једног од главних војних заповедника док се истовремено на граници гомила израелска пешадија, тенкови и артиљерија. До 30. децембра у израелској офанзиви је погинуло више од 360 Палестинаца. Хамас је наставио са ракетним и минобацачким нападима убивши три израелска цивила и једног војника. Израел је пристао да пусти у Газу око 100 камиона са хуманитарном помоћи и пет амбулантних возила из Турске. Јордански дипломата је изјавио да ће у среду у Газу ући и 21 јордански лекар и подићи ће се четири пољске болнице.

### 31. децембар 2008.
Ваздушни напади су настављени по циљевима у Гази, иако је увече био дочек Нове године. У више арапских земаља отказане су новогодишње прославе из солидарности са Палестинцима у Гази.
На Западној обали дочеци Нове године били су углавном приватни, а у Израелу је цивилна заштита позвала становнике на југу земље да за Нову годину не излазе из својих домова.

### 1. јануар 2009.
Портпарол израелске војске изјавио је да су мета напада током ноћи биле лансирне рампе и складишта оружја, не наводећи друге детаље. Високи челник Хамаса Низар Рајан погинуо је у четвртак у израелском нападу, шестог дана израелске операције. Рајан, највиши челник који је жртва офанзиве, погинуо је заједно са своје 4 супруге и десетеро од дванаесторо деце. У нападу на петоспратну зграду у којој је он живео погинуло је и двоје суседа. Члан најрадикалнијег крила исламистичког покрета познат је по својим говорничким способностима и по жестоким изјавама против Израела, али и против Палестинске самоуправе Махмуда Абаса. Израелска војска је потврдила напад, рекавши да је у згради било складиште оружја и телефонска централа Хамаса.
До првог јануара 2009. године, према хитној медицинској служби у појасу Газе је погинуло 420 Палестинаца а око 2.000 је рањено.

### 2. јануар 2009.
Настављени су ваздушни напади на Газу и ракетни напади на Израел. Хамас је тако прогласио „Дан гнева“ према Израелу а у нападима према Ашкелону испалили су најмање 7 пројектила „Град“. Хамас је најавио и да је спреман напасти нуклеарна постројења у Израелу. Према неким подацима Хамас поседује оружје за такав напад и у својим редовима има борце који су то у стању извршити. 
Хамас поседује десетак модерних ракета и то моћне иранске пројектиле Фајр-3, чији је домет око 50 километара. Те ракете могле би бити употребљене за напад на Димону која се налази свега тридесетак километара источно од Биршебе, а у чијој је близини смештен нуклеарни реактор
, објавили су израелски медији, као и неке стране агенције додајући како су ракете дошле морем и кроз тунеле из Египта све до појаса Газе. Крај Димоне се наводно осим реактора налазе и израелске нуклеарне бојеве главе, али њихово постојање никада није било и званично потврђено. Страх од нуклеарних напада једна од најгорих претњи Израелу који је досада био више пута упозорен на нуклеарне нападе. Израелски званичници су говорећи о одбрани Димоне нагласили како је одбрана тог града у стању одбити и нападе софистициранијег оружја од Фајр-3.

### 3. јануар 2009.
Израелци су по први пут од почетка ваздушних напада на Газу употријебили тешку артиљерију дуж целе источне границе Појаса са Израелом. Око 16.30 сати по локалном времену Израелци су тешком артиљеријом посебно жестоко напали Беит Ханоун и Јабалију на северу појаса Газе као и Кан Јунис на југу. Агенција Франц прес је јавила да су на граници између појаса газе и Израела виђени тенкови и да над целим подручјем надлећу војни авиони. У ваздушном нападу убијен један од виших Хамасових заповедника, Абу Закарија ал-Џамал.

### 4. јануар 2009.
Израел је појачао копнену офанзиву. Хамас наставио да ракетира југ Израела. У борбама погинуло неколико високих активиста Хамаса. Председник Израела Шимон Перес одбацио могућност преговора, а међународна заједница позвала је на хитан прекид сукоба.
Израелске копнене трупе ушле у градове Бејт Лахија и Бејт Ханоун у раним јутарњим часовима. У Бејт Лахији погинуло је 12 Палестинаца од којих су већина цивили. Израелски војни званичници јавили да је гађано 40 локација, а да су мете биле складишта оружја и места за испаљивање ракета. Иако је врховни суд одлучио да се ограниченом броју новинара дозволи приступ ратној зони, Израел је одбио да да дозволу новинарима да уђу у ратну зону. Израелска војска је опколила град Газу око које се воде тешке борбе. Сем копнених напада, Израел и даље бомбардује појас Газе авионима Ф-16, док израелске поморске снаге гранатирају приобални појас. Израелци су поделили појас Газе на 2 дела да би спречили транспорт оружја, залиха и палестинских бораца на север области.
Израел је изјавио да је 30 његових војника рањено, и да је убијено најмање 50 припадника Хамаса. Палестински медицински извори тврде да је најмање 21 Палестинац убијен у борбама. Касније је потврђено да је један од рањених израелских војника погинуо од задобијених повреда. Хамас је изјавио да је заробио двојицу израелских војника и да их држи као таоце.
Троје битнијих вођа Хамаса је убијено: Хусам Хамдан, који је према израелским војним изворима био одговоран за организовање ракетних напада на Израел, Мухамед Хило који је био одговоран за специјалне јединице у Кан Јунису и за испаљивање ракета далеког домета и Мухамед Шалпоки који је командовао снагама Хамаса у Рафи.
У гранатирању главне трговачке зоне у граду Газа погинуло је најмање пет палестинских цивила, а 40 је рањено.
Генерални секретар Уједињених нација Бан Ки-Мун затражио је хитан прекид израелске офанзиве. Иран је подржао Хамас у борби против Израела, а председник иранског парламента Али Лариџани је изјавио да ће Газа постати „гробље Израела“. Палестински званичник Набил Шаат је изјавио да су током копнене акције Израела нарушена људска права Палестинаца и почињен злочин против човечности. Званичници Европске уније позвали су Израел да омогући допремање хуманитарне помоћи.

### 5. јануар 2009.
Израелски борбени авиони бомбардовали су десетине тунела на југу појаса Газе. Током тих акција убијено је преко 50 Палестинаца од којих је било 12 деце. Палестинци позвали Савет безбедности Уједињених нација да хитно усвоји резолуцију којом се тражи хитан прекид ватре. Израел је изјавио да је потребно испунити три услова за прекид ватре: обустава напада Хамаса, уништавање дела организације која контролише Газу, стварање механизма који ће спречити наоружавање Хамаса. Такође је одбацио предлог Европске уније да се у појасу Газе распореде међународни посматрачи после прекида сукоба. До 5. јануара у сукобима је погинуло преко 555 Палестинаца међу којима је и 87 деце. Борбе се воде у предграђима Газе, а према неким извештајима, израелски тенкови су кренули и на југ појаса Газе, према Кан Јунису и Рафи.
„Тајмс“ је јавио да Израел користи хемијско оружје - бели фосфор на цивилима у својим операцијама, док су други медији изјавили да Израел користи бели фосфор за стварање димне завесе, што није нелегално.

### 6. јануар 2009.
У пријатељској ватри погинула су три израелска војника, 24 је рањено (једно смртно и три тешко) у северној Гази када је израелски тенк испалио хитац у зграду у којој су се налазили израелски војници. У другом сличном инциденту погинуо је још један израелски војник.
Уопштено, борба између Хамаса и Израела се из реуралних области преселила у густо насељене области. Израелска копнена војска је раније стигла надомак града.